# Marta Kos Marko

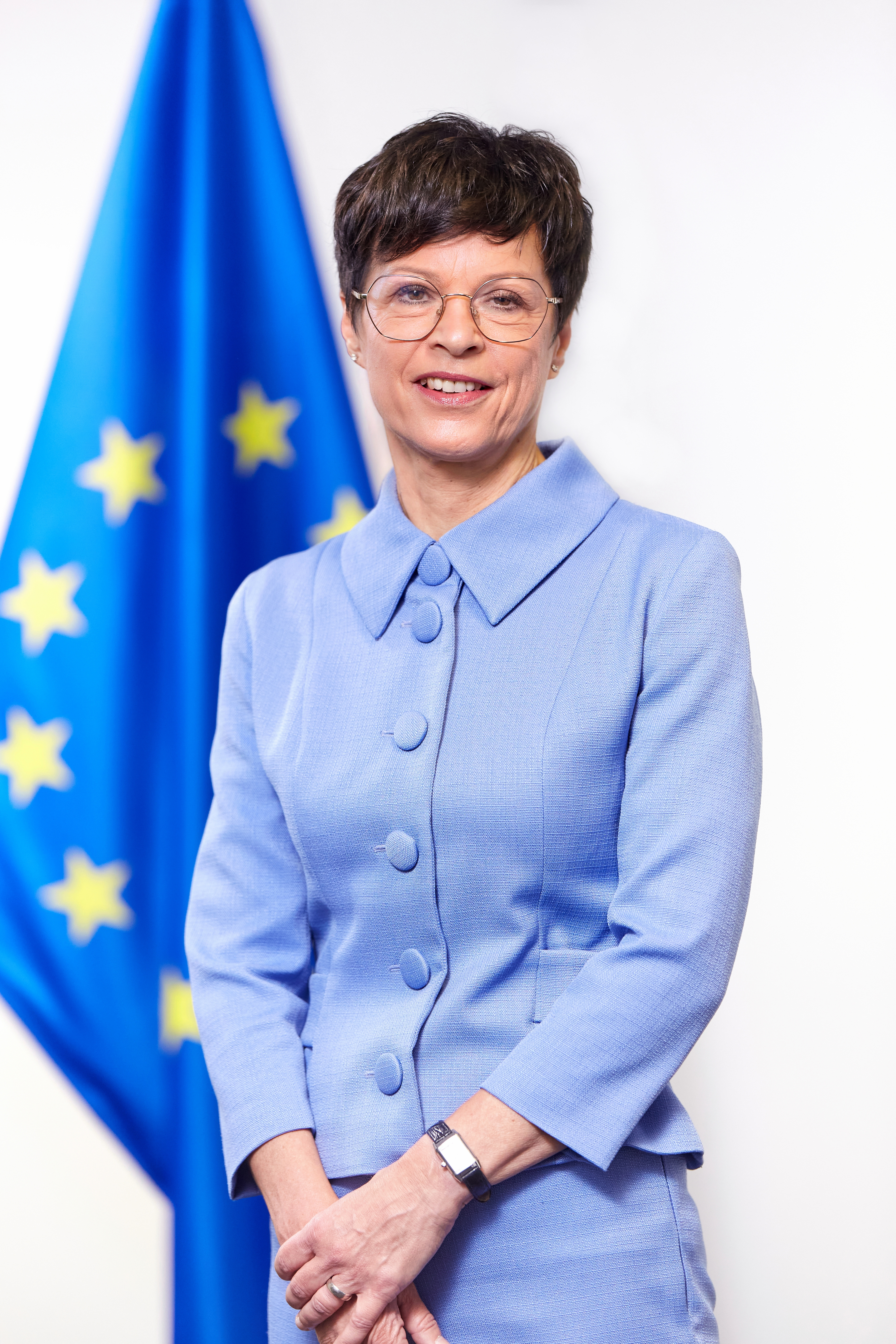
Marta Kos Marko (2024)

Marta Kos Marko (* 28. Juni 1965 in Prevalje) ist eine slowenische Diplomatin und Politikerin. Seit 2024 ist sie EU-Kommissarin für Erweiterung, Östliche Nachbarschaften und den Wiederaufbau der Ukraine.

## Leben
Sie erreichte einen Abschluss in Journalismus und 1988 einen Magisterabschluss in Politikwissenschaften – Amerikanische
Studien an der Universität Laibach. Marta Kos Marko arbeitete von 1990 bis 1993 bei der Deutschen Welle in Köln. Im Jahr 1997 wurde sie Regierungssprecherin der slowenischen Regierung, bis sie 1999 die Presse- und Öffentlichkeitsarbeit der
slowenischen Wirtschaftskammer übernahm. 2000 wurde sie Vizepräsidentin für internationale Beziehungen der Industrie- und Handelskammer in Laibach. Ab 2003 arbeitete sie als Direktorin und Miteigentümerin der im Bereich Unternehmensberatung tätigen Firma Gustav Käser Training International.
Am 27. September 2013 wurde sie slowenische Botschafterin in Deutschland mit Sitz in der Slowenischen Botschaft in Berlin. 2016 wurde sie vom Diplomatischen Magazin als Botschafterin des Jahres ausgezeichnet. Im September 2017 wechselte sie als Botschafterin in die Schweiz mit Sitz in Bern. Sie amtierte bis 2020.
Im Jahr 2019 wurde ihr das Bundesverdienstkreuz als Großes Verdienstkreuz verliehen.
Ende Juni 2022 erklärte sie ihre Kandidatur für die Präsidentschaftswahlen im Dezember 2022.
Im September 2024 wurde sie als Kandidatin für den Posten der slowenischen EU-Kommissarin in der Kommission von der Leyen II nominiert. Sie trat das Amt der Kommissarin für Erweiterung, Östliche Nachbarschaften und den Wiederaufbau der Ukraine am 1. Dezember 2024 an.